# Jawa 50/05

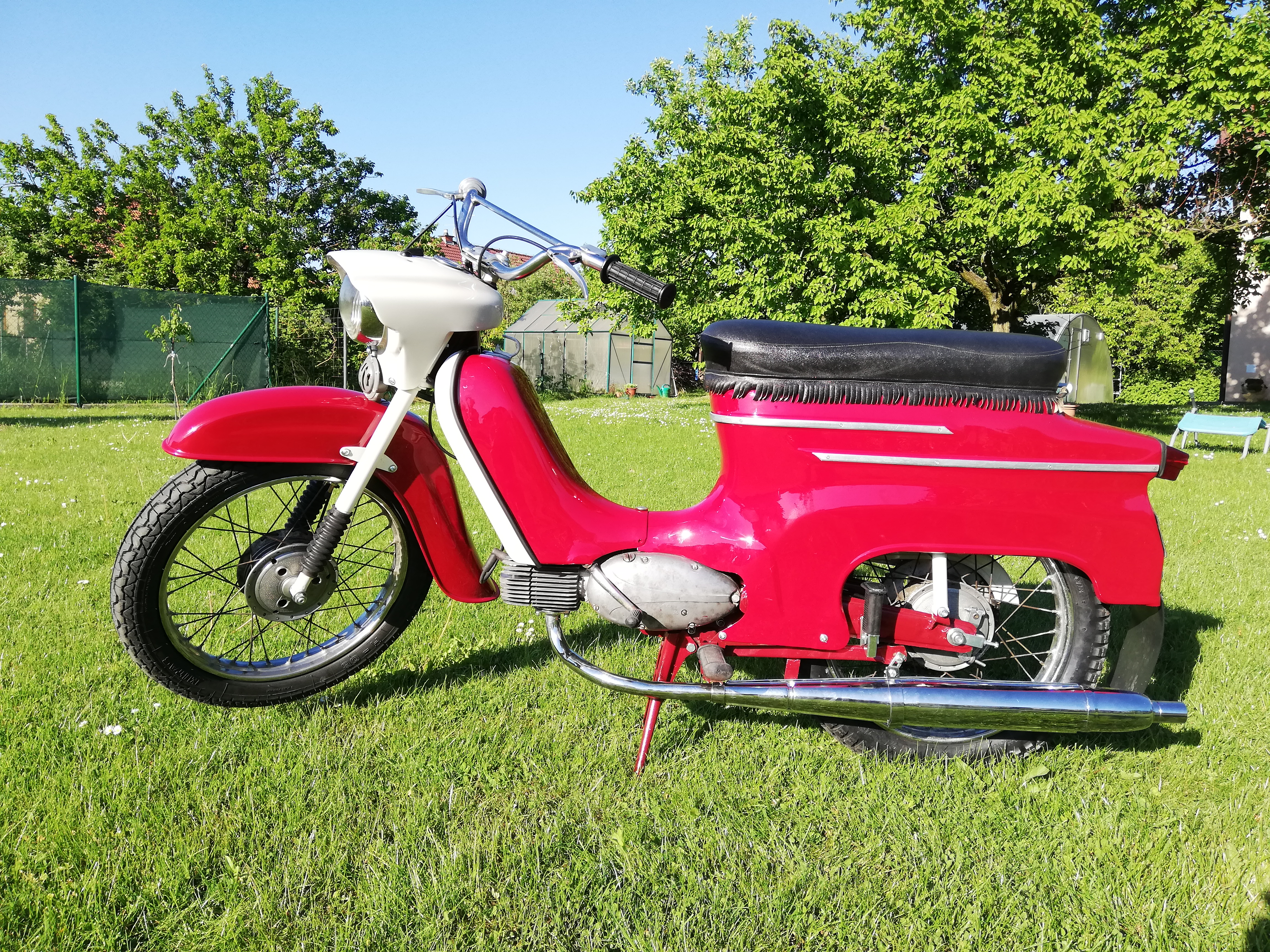
Jawa 50 typ 05

Jawa 50/05 je malý oskútrovaný motocykl, vyráběný od roku 1962 do roku 1966 v Považských strojírnách, navazující na předchozí model Jawa 50/555. Oproti předchozímu modelu byl zvýšen výkon motoru, snížen hluk, rekonstruován podvozek a karoserie dostala moderní tvary. 
Byl třetím modelem série Jawa 50 a zároveň prvním dvoumístným motocyklem v této kategorii. 

## Technický popis
Byl zachován horizontální, vzduchem chlazený dvoutaktní jednoválcový motor, ale jeho výkon byl zvýšen z 2,2 na 3,0 koní. Rám byl otevřený a svařený z profilů. Teleskopická vidlice se zdvihem odpružení 90 mm byla převzata z typu 555. Nové bylo zadní odpružení s kyvným ramenem a hydraulickými teleskopickými tlumiči (zdvih 85 mm). Pneumatiky byly zesíleny a měly nyní rozměr 2,75 x 16. Hlučnost výfuku byla výrazně snížena, maximální hlučnost činila 75 dB. Řídítka byla výškově nastavitelná. Velmi jednoduchá elektrická výbava (6 V) zahrnovala zapalování s přerušovačem, přední světlo (15/15 W), zadní světlo a klakson. Plechové obložení předchůdce bylo dále rozvinuto do harmonického celku. Zcela přepracována byla část světlometů. Kromě toho měl typ 05 obecně kolenní panel, který tvořil i stupačky. Typ 05 lze tedy označit za malý skútr; měl ještě nožní řadicí páku. Zvýšený výkon motoru umožnil vybavit vozidlo lavicovým sedadlem pro provoz dvou osob. Opěrky pro nohy druhé osoby byly připevněny ke kyvné vidlici.
| typ                           | Vzduchem chlazený jednoválcový dvoudobý motor |
| obsah                         | 49,9 cm ³                                     |
| vrtání                        | 38 mm                                         |
| zdvih                         | 44 mm                                         |
| komprese                      | 7.5                                           |
| výkon                         | 3,0 k. při 6000 ot / min                      |
| točivý moment                 | 3,58 n. m při 4000 / min                      |
| převodovka                    | 3-rychlostní nožní řarení                     |
| Maximální rychlost            | 60 km / h                                     |
| Obsah nádrže                  | 5,5 l                                         |
| spotřeba                      | 2,7 l/100km                                   |
| délka                         | 1795 mm                                       |
| šířka                         | 580 mm                                        |
| výška                         | 930 mm                                        |
| Prázdná hmotnost (bez paliva) | 65 kg                                         |
| Nosnost                       | 160 kg                                        |
| Přední / zadní brzda          | Bubnové brzdy 125/125 mm                      |

## Vlastnosti

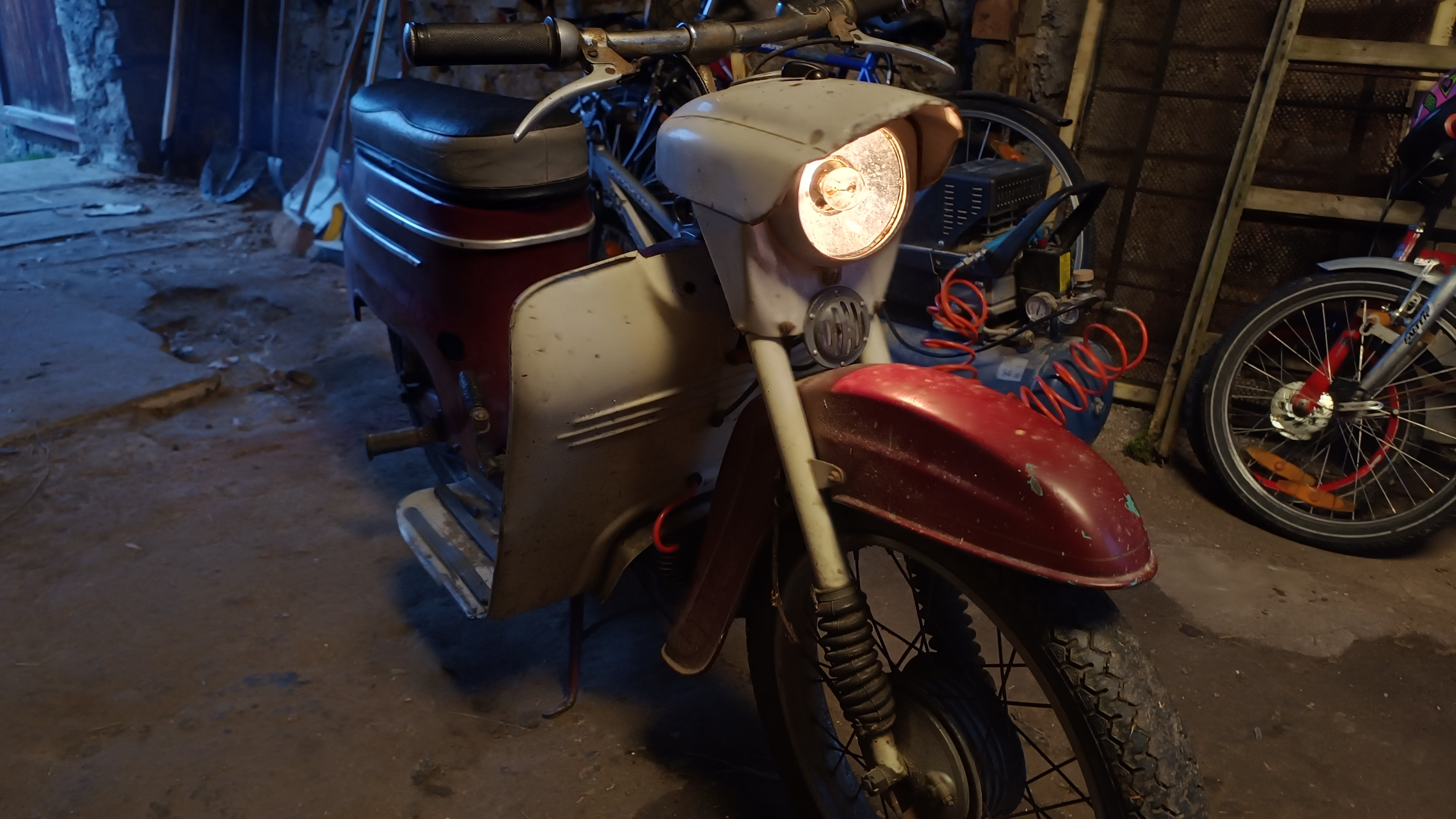
Fotografie běžícího a svítícího mopedu Jawa 50/05, v noci ve stodole.

Ve východním bloku byla Jawa 05 prvním dvoumístným mopedem, na který se netrpělivě čekalo. Nicméně zprávy z testů byly (hlavně v NDR) téměř výhradně negativní. Stejně jako u dřívějších modelů Pionýr byla zjištěna nepříznivá křivka točivého momentu motoru, jednoduše řečeno na trojku vůbec nezabíral a skoro se dusil. Mimo jiné otáčky motoru nestačily pro dobrý přechod na třetí rychlostní stupeň při přetočení na dvojku, způsobilo to prudké zvýšení otáček. Při provozu ve dvou nebo při protivětru nebylo často možné třetí rychlostní stupeň ani zařadit kvůli velmi nedostatečnému výkonu motoru. Při takových vlastnostech motoru je nutná čtyřstupňová převodovka. Celkově bylo zvýšení výkonu na 3 koně příliš malé na to, aby bylo možné zajistit provoz ve dvou lidech. Již tak úzká lavice sedadel byla příliš krátká. Navíc světlá výška při dvoumístném provozu již nebyla dostatečná; i při mírném průjezdu zatáčkou stojan poškrábal povrch vozovky. Převodovka řadila nepřesně (často tzv. neskočila do převodu) a hlučně (skočí do neutrálu a plynem neúmyslně vytočíte příliš vysoké otáčky). Po stránce podvozku byla kritizována tendence zadního kola odjíždět (tzv. plavalo zadní kolo); zadní kyvná vidlice i teleskopická vidlice nebyly dostatečně torzně tuhé. Celkově bylo odpružení tvrdé a nereagovalo. Účinnost přední bubnové brzdy byla naprosto nedostatečná, zatímco zadní bubnová brzda byla obtížně ovladatelná a měla tendenci se blokovat, hrozil pád. Spotřeba paliva byla zbytečně vysoká, naměřených 2,7 l/100 km oproti 1,9 litru u předchozího modelu, což bylo způsobeno nadměrným mazáním v rozsahu částečného zatížení. Oficiální maximální rychlosti nebylo dosaženo, namísto toho bylo naměřeno 51 km/h, resp. 58 km/h s ležícím řidičem. Pochválen byl pouze vnější tvar Jawy 05 a poměrně dobrá ochrana před povětrnostními vlivy, kterou zajišťovaly chrániče kolen (revmaplechy).
Ve své vlasti Jawa 05 nebyla přímou konkurencí populárním mopedům Simson, protože v ČSSR platil zákaz dovozu jednostopých vozidel z NDR.

### Související stránky
- Jawa 50/555